# Maria de Windisch-Graetz
Maria de Windisch-Grätz (11 de dezembro de 1856 - 9 de julho de 1929) foi uma filha do príncipe Hugo de Windisch-Grätz e esposa do duque Paulo Frederico de Meclemburgo‐Schwerin.

## Biografia
Maria casou-se no dia 5 de Maio de 1881, em Schwerin com o seu primo, o duque Paulo Frederico de Meclemburgo, segundo filho do grão-duque Frederico Francisco II. O casal teve cinco filhos que foram todos educados como católicos, a religião da princesa Maria. A família vivia calmamente em Veneza e, enquanto lá estavam, travaram amizade com o Cardeal Sarto que se tornaria mais tarde no Papa Pio X que os visitava frequentemente e era o seu conselheiro espiritual.

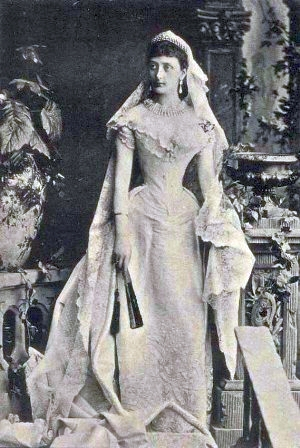
A duquesa Maria.

Maria supervisionou várias escavações arqueológicas na Áustria e Krain. Alguns dos objectos nestas encontrados ainda se encontram em exposição em Harvard, Oxford e Berlim.
No dia 21 de Abril de 1884, o duque Paulo Frederico abdicou dos seus direitos e dos filhos à sucessão do Ducado de Meclemburgo-Schwerin em favor dos seus irmãos mais novos e dos seus filhos. Em 1887 o seu marido, educado como luterano, converteu-se ao Catolicismo.

## Descendência
- Paulo Frederico de Meclemburgo-Schwerin
- Maria Luísa de Meclemburgo-Schwerin
- Maria Antonieta de Meclemburgo-Schwerin
- Henrique Borwin de Meclemburgo-Schwerin
- José de Meclemburgo-Schwerin